# Cervenia
Cervenia è un comune della Romania di 3 165 abitanti, ubicato nel distretto di Teleorman, nella regione storica della Muntenia.